# Pacroscia elongata
Pacroscia elongata är en kräftdjursart som beskrevs av Albert Vandel 1981. Pacroscia elongata ingår i släktet Pacroscia och familjen Philosciidae. Inga underarter finns listade i Catalogue of Life.